# Okaniwa Shuto
Shuto Okaniwa (sinh ngày 16 tháng 9 năm 1999) là một cầu thủ bóng đá người Nhật Bản.

## Sự nghiệp câu lạc bộ
Shuto Okaniwa đã từng chơi cho FC Tokyo.